# Порометрия
Порометрия (порозиметрия, англ. porometry или porosimetry) — определение характеристик пористой структуры материалов, в частности, среднего размера пор и распределения пор по размерам.

## Описание
Основными методами порометрии являются адсорбционный метод, применимый для исследования пор в диапазоне 0,35-100 нм, ртутная порометрия, используемая для анализа пор с размерами 3-300 000 нм и порометрия капиллярного потока, определяющая размер сквозных пор газодинамическим методом. Ограниченное применение в порометрии имеют также газовая и жидкостная пикнометрия, калориметрия, газовая хроматография, электронная просвечивающая микроскопия, оптические, рентгеноструктурные и некоторые другие методы. Следует отметить, что абсолютные величины, полученные разными методами порометрии, могут несколько отличаться, что связано с различием используемых для расчетов моделей и особенностями структуры реальных пористых тел.